# Szakály Attila
Szakály Attila (Körmend, 1992. június 30. –) magyar utánpótlás-válogatott labdarúgó, a Haladás  középpályása.